# 1744 en santé et médecine
| Années de la santé et de la médecine : 1741 - 1742 - 1743 - 1744 - 1745 - 1746 - 1747    |
| Décennies de la santé et de la médecine : 1710 - 1720 - 1730 - 1740 - 1750 - 1760 - 1770 |

Cet article présente les faits marquants de l'année 1744 en santé et médecine.

## Événements
France
- 13 janvier : l’intendant Jean-Baptiste de Machault d'Arnouville répond favorablement à la requête des chirurgiens de  la  communauté  de  Valenciennes demandant que l’aide-major de l’hôpital et les garçons chirurgiens cessent d’exercer la chirurgie dans la ville en faisant « deffense aux garçons chirurgiens de l’hôpital royal d’exercer la chirurgie dans la ville et dépendances de Valenciennes, jusqu’à ce qu’ils soient admis au nombre des maîtres chirurgiens dans la communauté établie en ladite ville[1]. »
- 8 août au 16 août : Louis XIV, en visite aux armées, tombe malade devant Metz[2].

## Naissances
- 27 mars : Jean-Baptiste Dumangin (mort en 1826), médecin hygiéniste français[3].
- 22 juin : Johann Christian Erxleben (mort en 1777), savant allemand. Ses domaines d'expertise comprenaient la physique, la minéralogie, la chimie, la médecine vétérinaire et l'histoire naturelle[4].
- 4 juillet : Samuel Gottlieb Gmelin (mort en 1774), médecin, botaniste et explorateur allemand[5].
- 15 août : Conrad Moench (mort en 1805), pharmacien et botaniste allemand[6].
- 25 septembre : Guillaume-René Lefébure (mort en 1809), militaire, historien, médecin, écrivain politique et littérateur français[7].
- 22 novembre : John Coakley Lettsome (mort en 1815), médecin, abolitionniste et philanthrope anglais[8].
- 25 novembre : Felix de Avelar Brotero (mort en 1828), scientifique, médecin et botaniste portugais[9].
- 20 décembre : Wilhelm Gottfried Ploucquet (mort en 1814), médecin et bibliographe allemand.
- 31 décembre : Edward Hand (mort en 1802), général, médecin et homme politique irlandais[10].

## Décès
- 15 février : Niccolò Gualtieri (né en 1688), médecin italien[11].
- Avril : Jean Grosse (date de naissance inconnue), médecin et chimiste français d'origine allemande[12].